# Centre de planxat

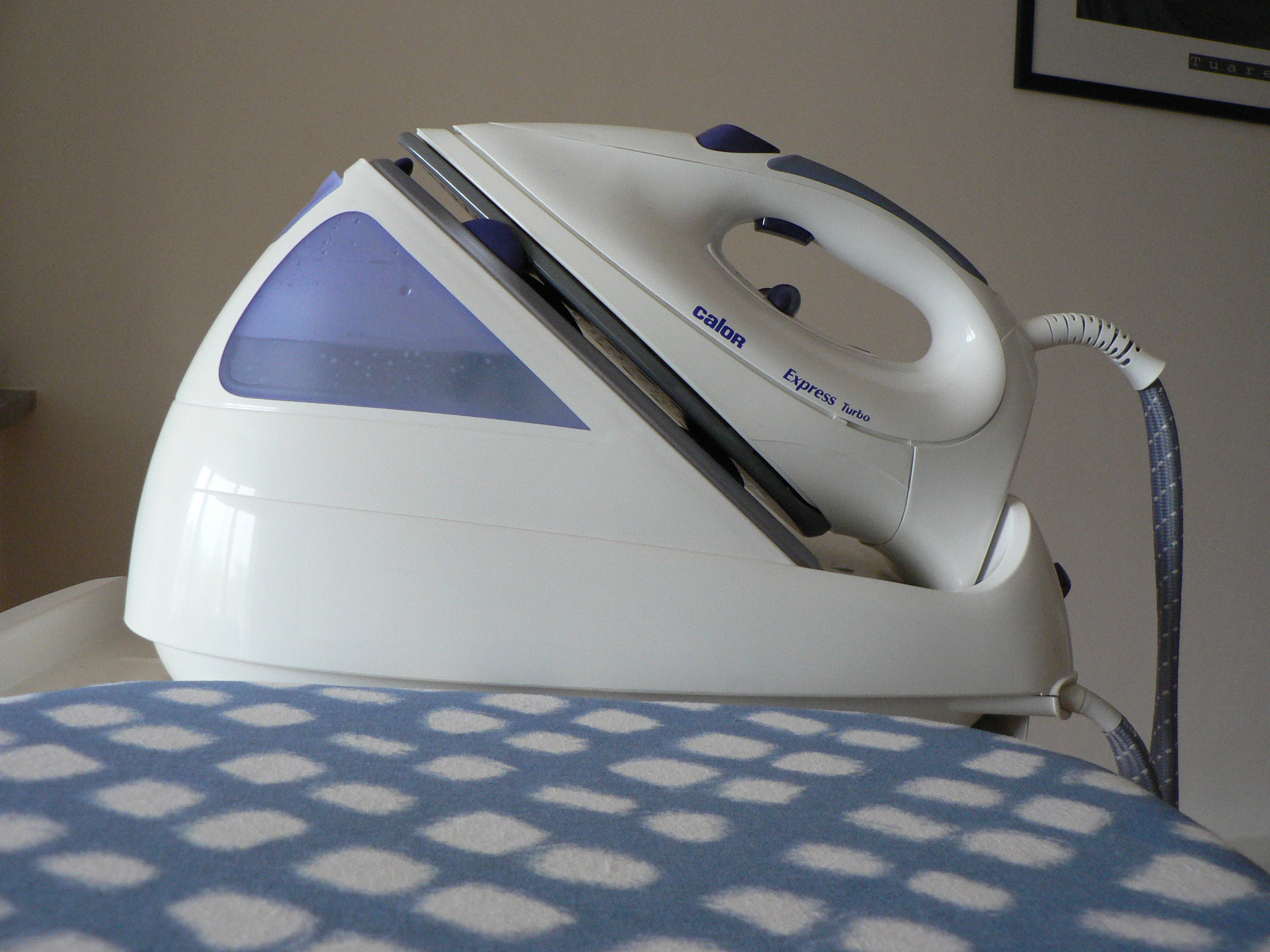
Estació de planxat al vapor.

Un centre de planxatge o estació de planxatge al vapor, és un conjunt format per una planxa de roba i un generador-dipòsit de vapor independent. En tenir un dipòsit d'aigua separat de la unitat de planxa són capaços de generar més vapor que una planxa convencional. Tal quantitat de vapor facilita la tasca de planxa. Els centres de planxa triguen més a escalfar-se que una planxa convencional i el seu preu també és més elevat.